# لورين كريستي
لورين كريستي (بالإنجليزية: Lauren Christy)‏ هي مغنية ومغنية مؤلفة وموسيقية ومنتجة أسطوانات بريطانية، ولدت في 18 سبتمبر 1968 في لندن في المملكة المتحدة.

## وصلات خارجية
- لورين كريستي على موقع IMDb (الإنجليزية)
- لورين كريستي على موقع ميوزك برينز (الإنجليزية)
- لورين كريستي على موقع أول ميوزيك (الإنجليزية)
- لورين كريستي على موقع ديسكوغز (الإنجليزية)